# 한국핀테크지원센터
한국핀테크지원센터는 혁신적인 금융생태계 조성과 핀테크의 활성화를 통해 금융소비자의 편익을 제고하고 금융산업 발전에 기여하고자 2015년 3월 30일에 설립한 사단법인이다.

## 연혁
- ’15.03 한국핀테크지원센터 개소
- ’17.11 핀테크 리더스랩 개소
- ’18.01 한국핀테크지원센터 공식 출범
- ’19.05 코리아 핀테크 위크 2019 개최
- ’20.05 온라인 코리아 핀테크 위크 2020 개최
- ’20.07 핀테크 포털 오픈
- ’20.07 금융규제 샌드박스 홈페이지 오픈
- ’20.07 한국핀테크지원센터 프론트원(FRONT 1)으로 통합 이전
- ’20.08 제3회 핀테크 아이디어 공모전 개최
- ’20.10 한국핀테크지원센터 금융혁신 부문 대통령 표창 수상
- ’21.05 코리아 핀테크 위크 2021 개최
- ’22.09 코리아 핀테크 위크 2022 개최
- ’22.11 제15회 ‘대한민국소통어워즈‘ 대상 수상
- ’23.08 코리아 핀테크 위크 2023 개최
- ’23.11 제16회 '대한민국 소통어워즈' 대상 수상

## 공간
프론트원: 서울시 마포구 마포대로 122 프론트원 11층

## 주요사업
- 자체 운영 프로그램: 핀테크 기업 상담, 핀테크 행사(핀테크 데모데이 등 IR 행사 및 금융회사-핀테크기업 네트워킹 행사)
- 디지털 금융혁신 지원: 금융테스트베드 참여지원(금융규제 샌드박스 신청 및 컨설팅 지원:혁신금융서비스, 지정대리인, 위탁테스트, 규제신속확인), 핀테크 보안지원, 금융 클라우드
- 핀테크기업 육성 지원·기반 구축: 맞춤형 성장지원(핀테크 큐브, 멘토링, 네트워킹 데이:핀테크인의 밤), 해외진출(컨설팅, 해외진출 조사연구, 통번역존), 국민참여 행사(코리아 핀테크 위크, 핀테크 아이디어 공모전)
- 핀테크 인력 양성: 전문인력 양성(교육 프로그램, 핀테크 인턴십 운영, 핀테크 전문 교재 개발, 핀테크 온라인 교육 플랫폼:FinEDU), 일자리 매칭(일자리 매칭존 운영)

## 관련 기사
- 한국핀테크지원센터, 대한민국 소통어워즈 3개 부문 대상 수상 (2024.11.11)
- 코리아 핀테크 위크 2024, 지난해보다 더 흥했다 (2024.09.19)
- 한국핀테크지원센터, 제7회 핀테크 아이디어 공모전 수상자 발표 (2024.08.30)
- 한국핀테크지원센터, ‘2024 핀테크 인턴십 코스 5기’ 핀테크 해커톤 및 수료식 성료 (2024.08.14)
- 한국핀테크지원센터, 혁신금융서비스 제도 운영방식 개편을 반영하여 컨설팅 체계 고도화 (2024.05.07)
- 한국핀테크지원센터, ‘2024년 핀테크 큐브 출범식’ 개최 (2024.04.23)